# Val di Sole
Das Val di Sole (deutsch veraltet Sulztal oder Sulzberg, sulzbergisch Val de Sol) liegt nordwestlich von Trient in den italienischen Alpen. Es bildet mit dem Nonstal (italienisch Val di Non) ein dem Etschtal zulaufendes Talsystem. Das Tal gehört administrativ zur Talgemeinschaft Comunità della Valle di Sole der Autonomen Provinz Trient.

## Etymologie
Die italienische Bezeichnung Val di Sole hat mit der Sonne wahrscheinlich nichts zu tun. Da es in Nordtirol gleich klingende Namen wie Sulztal, Sulzkogel usw. gibt, könnte an eine gemeinsame keltische Wurzel gedacht werden, aus der sich das italienische sole und das deutsche Sulz entwickelt haben. Durchaus nicht zu weit hergeholt könnte ein Thuls sein, das mit dem Stamm der Tuliassi aus der Tabula Clesiana in Verbindung gebracht werden könnte. Ähnlich spekulativ ist die Herleitung von der keltischen Wassergottheit Sulis, die eine Verbindung mit den Mineralwasserquellen im Val di Sole herstellen wollen.
Im Val di Sole und im Nonstal werden die Mundarten Solander (sulzbergisch) und Nones (nonsbergisch) gesprochen, die mitunter als anaunisch-ladinische Dialekte zusammengefasst werden.

## Geographie

### Lage
Während das Nonstal eine nach Süden leicht abfallende, weite Mulde bildet, die in keiner Weise an ein Tal erinnert, ist das Val di Sole ein typisches, von den Gletschern geformtes Erosionstal, das sich in leicht angedeuteten Schwüngen von Mostizzolo in südwestlicher Richtung zum Tonalepass hinzieht. Die Südhänge, die im östlichen Talabschnitt in den Brentadolomiten und westlich des Vermiglio-Tales in der Presanella- und Adamellogruppe gipfeln, sind weniger stark gegliedert als die Nordhänge, die von langen Seitentälern durchschnitten sind. Entwässert wird dieses Talsystem vom Noce. Die geographische Grenze im Osten zum Nonstal bildet der Barnès-Bach aus dem Bresimo-Tal, der bei Mostizzolo in den Noce einmündet. Im Westen verläuft die Grenze auf dem Tonalepass. Das Val di Sole nimmt eine Fläche von 610 km² ein.

### Territoriale Gliederung der Siedlungen
Oberhalb von Mostizzolo liegt auf einem 732 m hohen Moränenplateau die Ortschaft Cis, die auch über eine Straße von der Nachbarortschaft Livo aus erreichbar ist. Cis ist wie eine Aussichtsplattform, von der aus man das Nonstal und das Val di Sole bis Dimaro gut überblicken kann. Talaufwärts kommt man zu mehreren kleinen Ortschaften (Bozzana, Bordiana, Tozzaga, San Giacomo, Cassana), die zusammen „alle Capelle“ genannt werden. Die erste Ortschaft an der orographisch linken Talseite ist Cavizzana. Schräg gegenüber liegt Caldes mit dem Schloss Caldes und darüber die Siedlung Samoclevo mit der Rocca di Samoclevo. Nicht sehr weit davon entfernt kommt man talaufwärts in das Mündungsgebiet des Rabbi-Tales, in dem Terzolas mit den Weilern Magràs und Arnago liegt.
Das Rabbi-Tal ist ein nordwestlich ausgerichtetes lang gezogenes Seitental mit dem Hauptort San Bernardo und mit einer Vielzahl an Weilern und Einzelgehöften, deren Streusiedlungscharakter an die bajuwarischen Siedlungsentwicklungen des benachbarten Südtirols erinnert. Die Bajuwaren hatten jedoch mit der Besiedelung dieser Gegend nichts zu tun. Taleinwärts führt die Straße bis zur Alm Stablasol, von der aus das Rifugio  Dorigoni auf 2496 m, die 3349 m hohe Veneziaspitzen und die mit 3436 m noch höhere Hintere Eggenspitze erreichbar sind.
Oberhalb des Mündungsbereichs des Rabbi-Tales auf 736 m Meereshöhe liegt der Hauptort des Val di Sole, Malé. Fast schon mit Malé vereint folgt das Dorf Croviana, hinter dem sich der Talgrund zu einer lang gezogenen Ebene ausgebildet hat. Die kleinen Orte Monclassico und Presson liegen am Ende dieser Ebene. Parallel zum Talgrund zieht sich nördlich eine Hangterrasse bis zum Eingang ins Peio-Tal hin, auf der oberhalb von Monclassico die Weiler Bolentina und Montes angesiedelt sind. Beim Ort Dimaro auf 766 m, der gleich darauf folgt, zweigen das Meledrio-Tal und eine wichtige Verkehrsader südwärts nach Folgarida und über den Passo Campo Carlo Magno nach Madonna di Campiglio ab. Ab hier ist die Neigung des Südhanges flacher, so dass sich darauf Siedlungen und touristische Infrastrukturen entwickeln konnten, wie das Retortenstädtchen Costa Rotian aus den 1960er-Jahren.
Bei Dimaro verengt sich das Tal und steigt wieder leicht an. Die folgenden Orte Deggiano, Mastellina, Almazzago, Mestriago und Piano bilden die Gemeinde Commezzadura mit etwa 900 Einwohnern. Weiter talaufwärts erreicht man auf einer Meereshöhe von 940 m den zweitgrößten Ort des Tales, Mezzana, von dem eine Straße zu einer anderen touristischen Retortensiedlung abzweigt, nämlich nach Marilleva auf 1400 m, auf dem Südhang des Val di Sole. Auf den steilen nordseitigen Hangterrassen sind auf einer Höhe zwischen 1300 und 1550 m die „ville dei monti“ angesiedelt, kleine Weiler oder Einzelgehöfte. Die größte davon ist Termenago auf den Hängen oberhalb der Ortschaft Pellizzano. Von Pellizzano führt eine Straße über die südlichen Hänge zum künstlich aufgestauten Lago di Fazzon, auch Lago dei Caprioli genannt, ein Naherholungsgebiet auf den landschaftlich schönen Ausläufern der Presanella. Die nächsten Ortschaften Cusiano, Ossana mit der gleichnamigen Burg und Fucine liegen eng beieinander im Mündungsgebiet des Peio-Tales. Der Name Fucine, „die Schmelzöfen“, bezieht sich auf den früher im Peio-Tal praktizierten Erzabbau. 

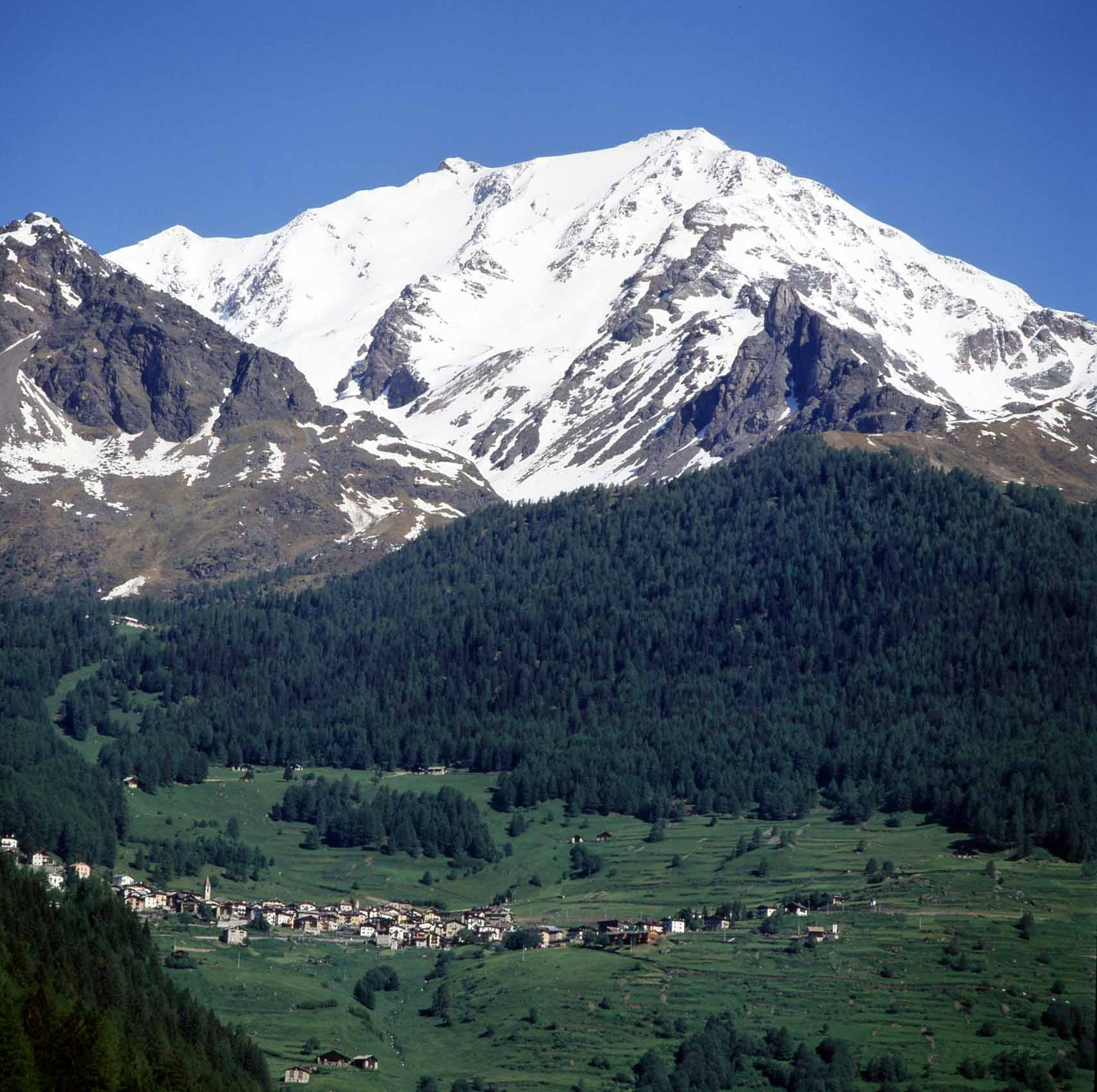
Die Hangsiedlung Peio mit dem Vioz

Von den Hängen oberhalb von Ossana überblickt man fast alle Ortschaften des Peio-Tales, die, bis auf den Hauptort Cogolo, auf Hangterrassen liegen: die ehemalige Bergwerkssiedlung Comasine auf dem orographisch rechten Talhang, Celentino mit der Fraktion Strombiano auf dem Hang gegenüber, Celledizzo weiter im Tal drinnen und dahinter Cogolo auf 1160 m, wo das bekannte Pejo Mineralwasser abgefüllt wird. Im Hintergrund sieht man die weißen Spitzen des Vioz, 3645 m, und des Palòn de la Mare, 3703 m. Hinter Cogolo gabelt sich das Tal. Über einen Zweig gelangt man zuerst nach Peio Terme und weiter zum großen Stausee von Pian Palù. Von Peio Terme führt eine Abzweigung zur 1576 m hoch gelegenen Hangsiedlung Peio. Sie ist damit der höchste Ort im Trentino. Der andere Zweig ist das Val de la Mare, in das eine Straße bis zur gleichnamigen Alm auf 1900 m führt. In diesem Tal befindet sich der große Càreser Stausee und zahlreiche weitere Seen, wie der Lago Nero, der Lago Lungo und der Lago Marmotta. Im Talhintergrund kann man über die 3032 m hohe Fürkelescharte in das im Vinschgau gelegene Martelltal gelangen. Nicht weit davon entfernt der höchste Berggipfel des Trentino, der 3769 m hohe Cevedale.
Der Abschnitt des Val di Sole, der zum Tonalepass hinaufführt, wird auch Vermiglio-Tal genannt. Ausgehend von Ossana steigt das Tal nun viel stärker an und man gelangt bereits nach wenigen Kilometern in die Ortschaften Cortina, Fraviano und Pizzano, die zusammen die Gemeinde Vermiglio bilden. Das Gelände ist relativ steil und man fragt sich unwillkürlich, wovon die etwa 1800 Einwohner früher gelebt haben. Idyllisch im Talhintergrund liegt die kleine Ortschaft Stavel, von der aus die Straße durch Fichtenwälder und an dem alten Sperrfort Werk Strino aus dem Ersten Weltkrieg vorbei in das Passgebiet führt. Der Tonalepass liegt auf 1883 m in weiten Wiesenmatten eingebettet. Es ist ein uralter Übergang zwischen dem Val di Sole und Valcamonica bzw. zwischen dem Trentino und der Lombardei.

## Geologie
Das Val di Sole ist für die Geologen ein interessantes Untersuchungsgebiet, weil mehrere geologisch unterschiedliche Deckensysteme aneinandergrenzen. Morphologisch vorgeprägt war das Tal durch das Vorhandensein einer der wichtigsten Störungslinien der Alpen, nämlich der Periadriatischen Naht, die von der Valcamonica über den Tonalepass hereinstreicht und dem Tal folgend bei Dimaro spitzwinkelig auf die Judikarien-Linie stößt. Von Dimaro zieht sie über Malé in fast gerader Linie über Proveis ins Ultental weiter. Diese Linie trennt die sogenannten ostalpinen Decken vom Südalpin.
Das Ostalpin wird nördlich der Periadriatischen Naht Tonale-Einheit genannt. Das ist eine von einer lokalen Störungslinie, der Pejolinie, im Norden begrenzte geologische Schicht, die aus Paragneisen und Glimmerschiefern besteht, in denen Biotitaugengneise, Granitgneise, biotitführende Pegmatitgneise, Zweiglimmerquarzite, Amphibolite und metamorphe Olivineinschlüsse (Peridotite) vorkommen. Die Tonale-Einheit soll ursprünglich von den südalpinen Decken abgeschert und auf das Ortler-Campo Kristallin aufgeschoben worden sein.
Die Pejolinie, die die Tonale-Einheit im Norden vom Ortler-Campo Kristallin trennt, ist eine etwa 200 m breite Störungslinie aus mylonitisch und kataklastisch deformierten Gesteinen, die nördlich des Tonalepasses in die Nordhänge des Val di Sole hereinstreicht und dann nördlich der Cima Boai über Cogolo im Peio-Tal an der Cima Grande vorbei das Rabbi-Tal querend Richtung Ultental weiterzieht. In der Nähe von Meran trifft sie im spitzen Winkel auf die Periadriatische Naht.
Im Süden haben wir es mit zwei ganz unterschiedlichen Deckensystemen zu tun: westlich des Meledrio-Tales werden die Presanella- und die Adamellogruppe vom Adamello Batholiten gebildet, tonalitische, granodioritische und granitische Magmaintrusionen aus dem Tertiär, die auf Quarzphyllitunterlagen aufliegen. Östlich des Meledrio-Tales formen Kalkablagerungen aus der Trias-Zeit die imposanten Gipfel der Brentagruppe.

## Sehenswürdigkeiten und Tourismus
Zahlreiche Wandermöglichkeiten bieten die Südseite der Ortler-Cevedale-Gruppe im Norden, die Brenta-Dolomiten im Süden und die Adamello-Presanella-Gruppe im Südwesten.
Geschichtsträchtig sind die unweit des Tonalepasses gelegenen Reste der Sperrforts aus dem Alpenkrieg des Ersten Weltkriegs (Werk Strino, Werk Presanella, Werken Mero und Tonale).
Das Val di Sole war seit 2008 mehrmals Austragungsort der Mountainbike-Weltmeisterschaften.

## Bilder

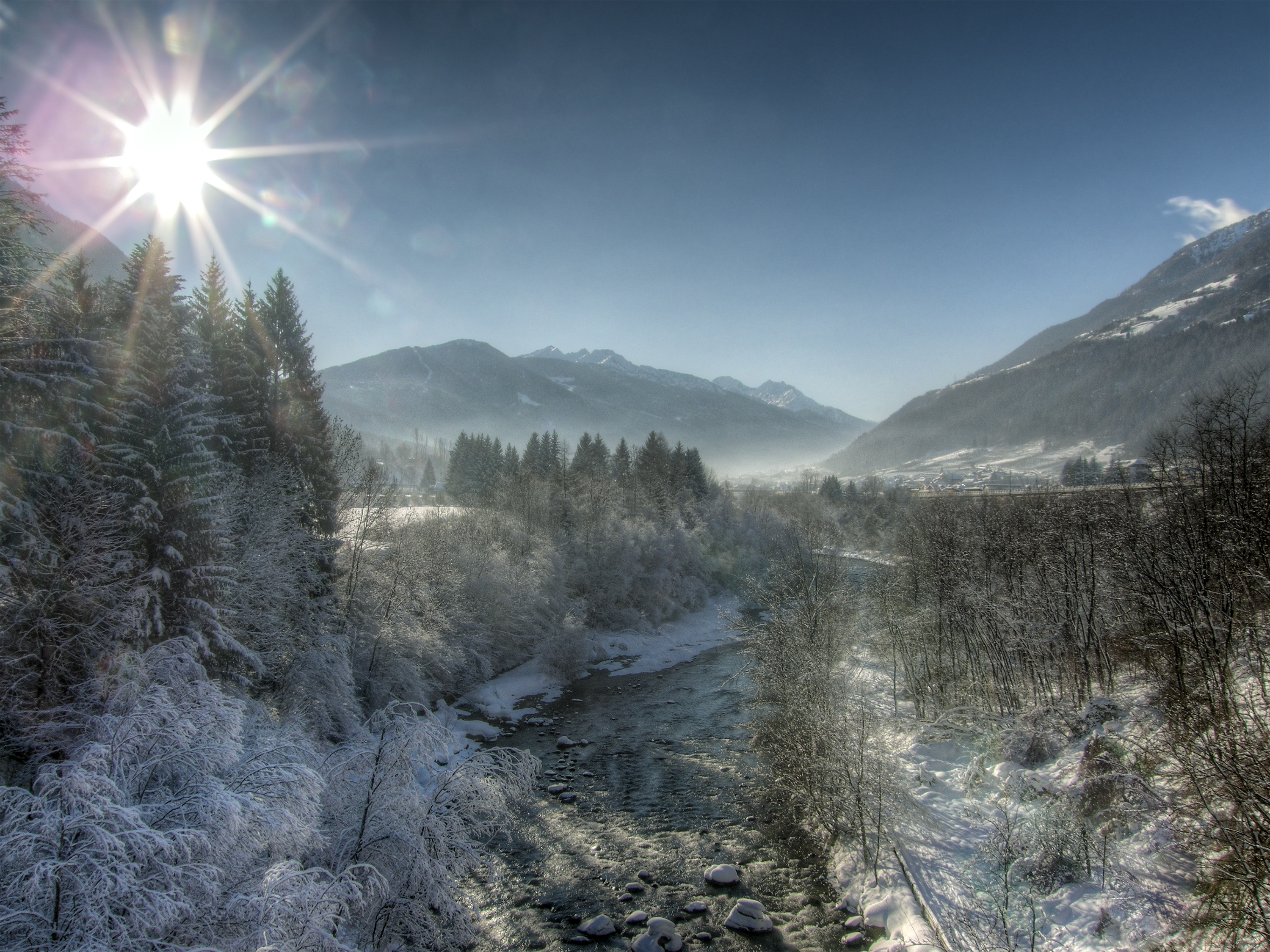
Der Noce im mittleren Talbereich mit der Presanella im Hintergrund
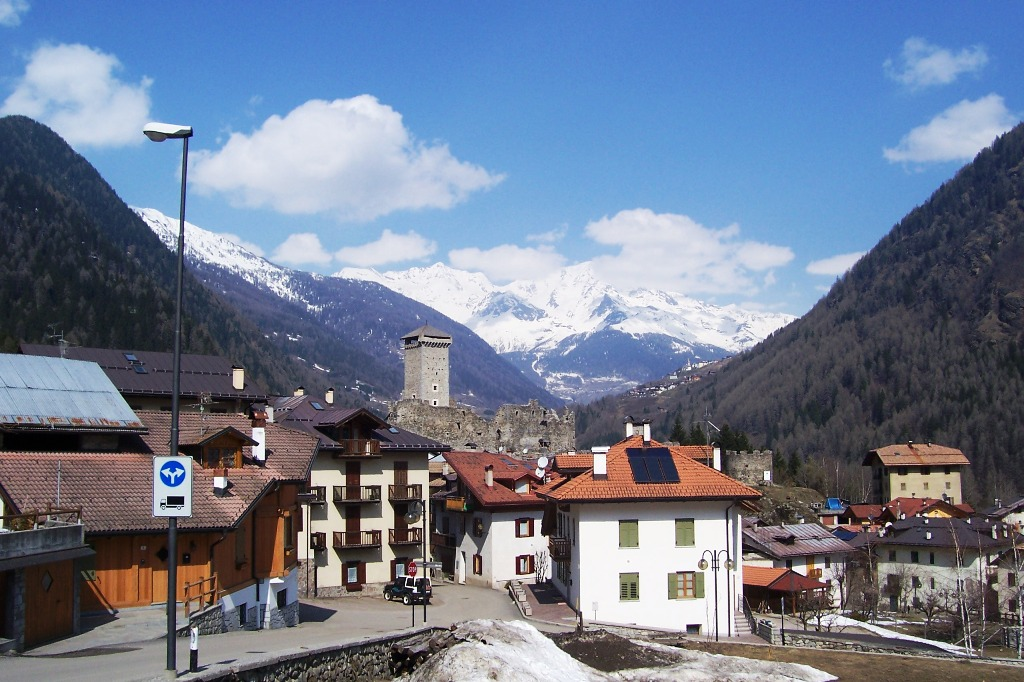
Ossana mit der Burg und dem Eingang zum Val di Peio
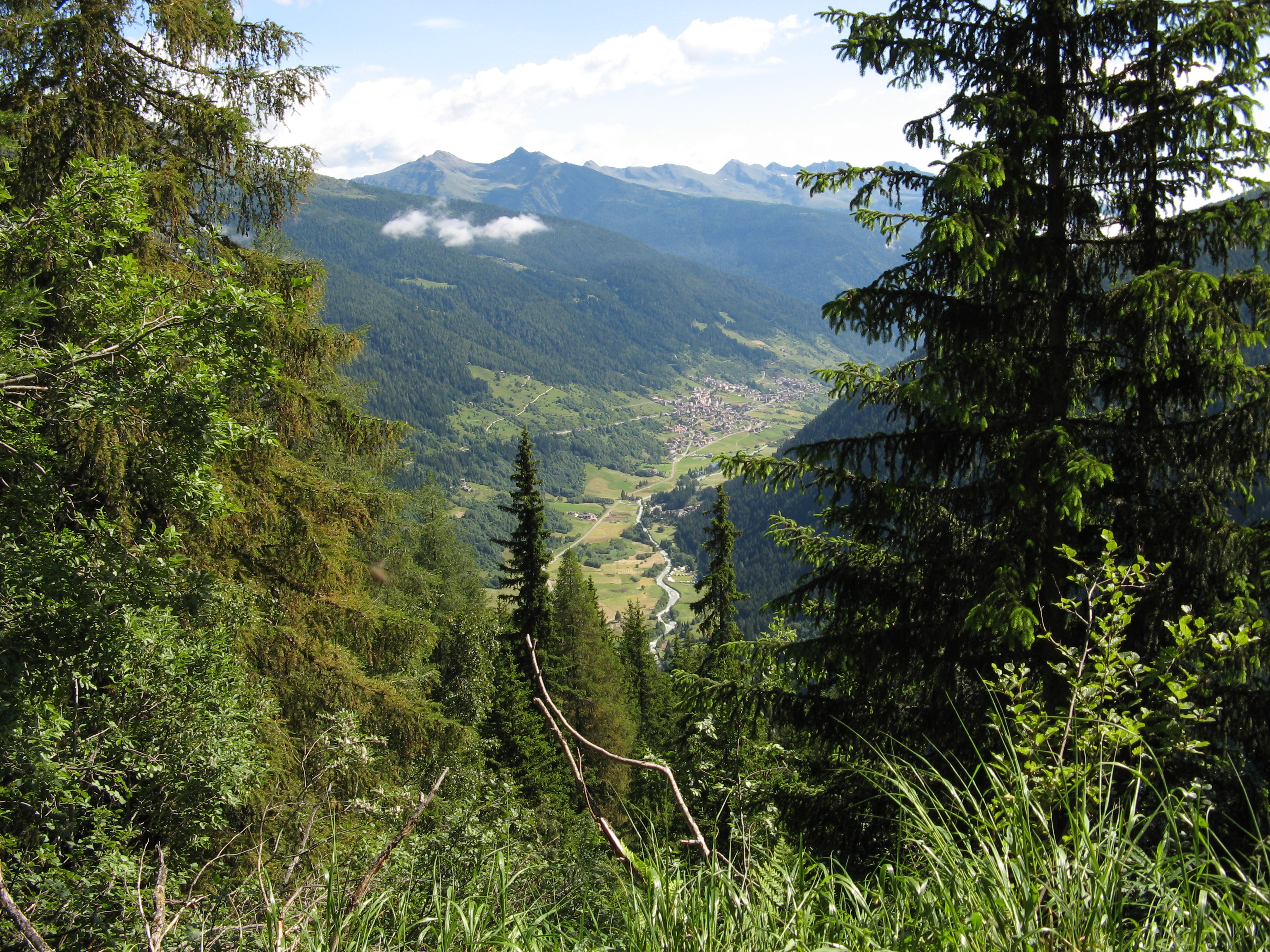
Der obere Talbereich mit Vermiglio im Hintergrund
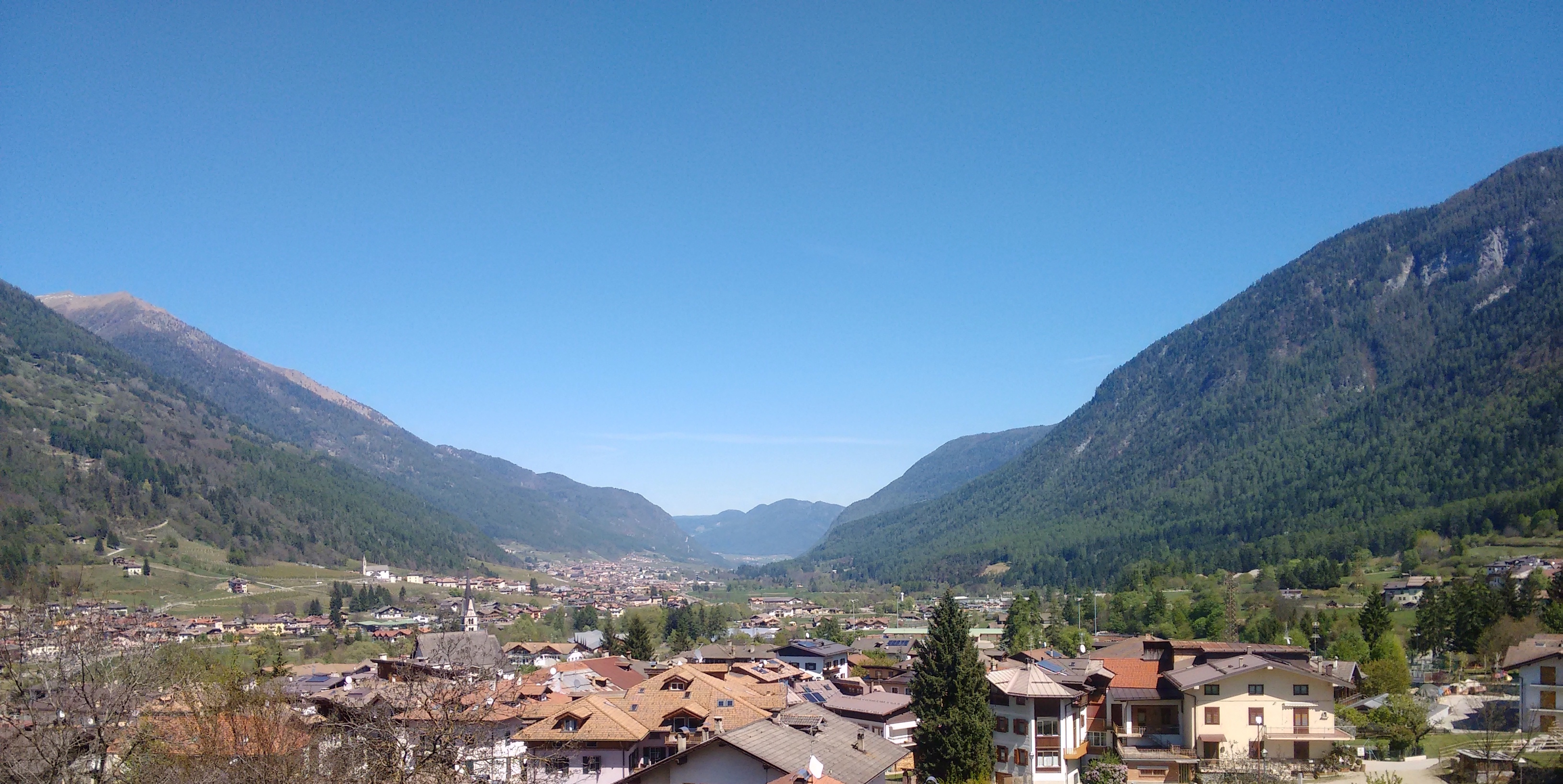
Der mittlere Talbereich bei Dimaro mit Blickrichtung Nonstal